# Aleksander Klimas
Aleksander Klimas (ur. 1 lutego 1940 w Tymowej) – polski wojskowy, podpułkownik ludowego Wojska Polskiego.

## Życiorys
W 1960 roku został powołany do odbycia zasadniczej służby wojskowej w Górnośląskiej Brygadzie WOP (GB WOP). Szkolenie rekruckie przeszedł w Ośrodku Szkolenia Poborowych w 43 batalionie WOP w Raciborzu, a następnie został wysłany do szkoły podoficerskiej GB WOP w Gliwicach (komendant mjr Paweł Grzybek). Po jej ukończeniu został skierowany do pełnienia służby w Strażnicy WOP Konradów, dowodzoną przez kpt. Stefana Matyńskiego. Tam pełnił obowiązki dowódcy drużyny i nieetatowego dowódcy plutonu. Po zakończeniu zasadniczej służby wojskowej pozostał w zawodowej służbie wojskowej i pełnił obowiązki dowódcy plutonu dowodzenia w 45 batalionie WOP w Prudniku. Po ukończeniu w 1970 roku Oficerskiej Szkoły Wojsk Zmechanizowanych we Wrocławiu został dowódcą kompanii dowodzenia w tym samym batalionie, a następnie od 1972 roku do 1 listopada 1984 roku dowódcą Strażnicy WOP Pokrzywna. W tym samym roku został awansowany na stanowisko szefa sztabu batalionu granicznego WOP Prudnik (bg WOP Prudnik). Następnie od wiosny 1987 roku był dowódcą bg WOP Prudnik, do jego rozformowania 1 listopada 1989 roku. W 1990 roku przeszedł do rezerwy.

## Odznaczenia
- Krzyż Kawalerski Orderu Odrodzenia Polski
- Złoty Krzyż Zasługi
- Srebrny Krzyż Zasługi

i wiele innych resortowych.